# Karel Hanke
Karel Hanke, také Karl nebo Carl Hancke (5. prosince 1749 (pokřtěn) Slezské Rudoltice – 10. června 1803 Flensburg) byl německý hudební skladatel.

## Život
Pro své hudební nadání byl, již jako chlapec, členem zámecké kapely hraběte Alberta z Hodic ve Slezských Rudolticích. Zde také získal základní hudební vzdělání. Byl vyslán na studijní cestu po evropských dvorech a po návratu se stal na Rudoltickém zámku kapelníkem.
Nákladnou přestavbou zámku se hrabě Albert zadlužil natolik, že musel před věřiteli uprchnout. Hanke jej i s kapelou a divadlem doprovázel do Berlína a do Polska. Později se osamostatnil a se svou ženou, zpěvačkou, konal koncertní turné po Evropě (Brno, Vratislav, Berlín, Hamburk, Varšava). Zvláště velký úspěch slavil ve Varšavě s operou Robert und Hannchen.
V roce 1789 ovdověl. O dva roky později se znovu oženil (opět se zpěvačkou) a usadil se ve Flensburgu, kde se stal ředitelem kůru a vyučoval hudbě.

## Dílo

### Opery
- Cassandra abbandonata (před rokem 1781)
- Robert und Hannchen oder Die hat der Teufel geholt (původně Der Wunsch mancher Mädchen, libreto Carl Martin Plümicke, 1781, Varšava)
- Gesänge und Chöre zum lustigen Tag oder Die Hochzeit des Figaro (1785, Hamburk)
- Xaphire (libreto Bernhard Christoph d'Arien, 1786, Hamburk)
- Dr. Fausts Leibgürtel (libreto Bernhard Christoph d'Arien podle Jean-Jacques Rousseau, 1794, Flensburg)
- Hüon und Amande (libreto Sophie Seyler podle divadelní hry Christopha Martina Wielanda Oberon, 1789, Schleswig)

### Balety
- Pygmalion
- Die Jäger
- Wassergötter
- Phoebus und Daphne
- Dorfschule

Komponoval rovněž scénickou hudbu, symfonie a různé příležitostné skladby. Jeho oblíbeným nástrojem byl lesní roh. Pro tento nástroj napsal více než 100 duet.